# Vaksala landsfiskalsdistrikt
Vaksala landsfiskalsdistrikt var 1918-1951 ett landsfiskalsdistrikt i Uppsala län, bildat när Sveriges indelning i landsfiskalsdistrikt trädde i kraft den 1 januari 1918, enligt beslut den 7 september 1917. När Sveriges nya indelning i landsfiskalsdistrikt trädde i kraft den 1 januari 1952 (enligt kungörelsen 1 juni 1951) upphörde distriktet att existera och dess område överfördes till Ulleråkers landsfiskalsdistrikt.
Landsfiskalsdistriktet låg under länsstyrelsen i Uppsala län.

## Ingående områden
1 januari 1947 inkorporerades Gamla Uppsala landskommun i Uppsala stad och dess område upphörde därmed att tillhöra landsfiskalsdistriktet.

### Från 1918
Rasbo härad:
- Funbo landskommun
- Rasbo landskommun
- Rasbokils landskommun

Vaksala härad:
- Danmarks landskommun
- Gamla Uppsala landskommun
- Vaksala landskommun

### Från 1947
Rasbo härad:
- Funbo landskommun
- Rasbo landskommun
- Rasbokils landskommun

Vaksala härad:
- Danmarks landskommun
- Vaksala landskommun